# Polytrichum microstomum
Polytrichum microstomum là một loài rêu trong họ Polytrichaceae. Loài này được R. Br. ex Schwägr. mô tả khoa học đầu tiên năm 1826.